# مارتن هوفمان (عالم نفس)
مارتن هوفمان (بالإنجليزية: Martin Hoffman)‏ هو عالم نفس أمريكي، ولد في 1950.